# Mentor Toruń Cup
Mentor Toruń Cup (nomes anteriores: Kangus Cup em 2007, Nestlé Kangus Cup em 2008, GAM Nestlé Nesquik Cup em 2009 e 2010, Mentor Nestlé Nesquik Cup em 2011 e 2012 e Mentor Nestlé Nesquik Toruń Cup entre 2013 e 2016) é uma competição internacional de patinação artística no gelo, sediado na cidade de Toruń, Polônia.

## Edições
| Ano  | Edição | Cidade sede | Sênior | Sênior | Sênior | Sênior | Júnior | Júnior | Júnior | Júnior | Noviço | Noviço | Noviço | Noviço | Ref    |
| Ano  | Edição | Cidade sede | M      | F      | P      | D      | M      | F      | P      | D      | M      | F      | P      | D      | Ref    |
| ---- | ------ | ----------- | ------ | ------ | ------ | ------ | ------ | ------ | ------ | ------ | ------ | ------ | ------ | ------ | ------ |
| 2007 | 1.ª    | Toruń       | –      | –      | –      | –      | •      | •      | –      | –      | –      | –      | –      | –      | [ 1 ]  |
| 2008 | 2.ª    | Toruń       | –      | –      | –      | –      | •      | •      | •      | –      | •      | •      | •      | –      | [ 2 ]  |
| 2009 | 3.ª    | Toruń       | –      | –      | –      | –      | •      | •      | •      | –      | •      | •      | –      | –      | [ 3 ]  |
| 2010 | 4.ª    | Toruń       | –      | –      | –      | –      | •      | •      | •      | –      | •      | •      | •      | –      | [ 4 ]  |
| 2011 | 5.ª    | Toruń       | –      | –      | •      | –      | •      | •      | •      | –      | •      | •      | •      | –      | [ 5 ]  |
| 2012 | 6.ª    | Toruń       | –      | –      | •      | •      | •      | •      | •      | •      | •      | •      | –      | –      | [ 6 ]  |
| 2013 | 7.ª    | Toruń       | –      | –      | •      | •      | •      | •      | •      | •      | •      | •      | –      | –      | [ 7 ]  |
| 2014 | 8.ª    | Toruń       | –      | •      | •      | •      | •      | •      | •      | •      | •      | •      | –      | –      | [ 8 ]  |
| 2015 | 9.ª    | Toruń       | •      | •      | •      | •      | •      | •      | •      | •      | •      | •      | –      | •      | [ 9 ]  |
| 2016 | 10.ª   | Toruń       | •      | •      | •      | •      | •      | •      | •      | •      | •      | •      | –      | •      | [ 10 ] |
| 2017 | 11.ª   | Toruń       | •      | •      | •      | •      | •      | •      | •      | •      | •      | •      | –      | •      | [ 11 ] |

## Lista de medalhistas

### Sênior

#### Individual masculino
| Evento                | Ouro                      | Prata                        | Bronze                        |
| Toruń 2015 (detalhes) | Romain Ponsart · França   | Chafik Besseghier · França   | Peter Liebers · Alemanha      |
| Toruń 2016 (detalhes) | Oleksii Bychenko · Israel | Slavik Hayrapetyan · Armênia | Larry Loupolover · Azerbaijão |
| Toruń 2017 (detalhes) | Matteo Rizzo · Itália     | Peter Liebers · Alemanha     | Paul Fentz · Alemanha         |

#### Individual feminino
| Evento                | Ouro                         | Prata                         | Bronze                        |
| Toruń 2014 (detalhes) | Agata Kryger · Polônia       | Danielle Montalbano · Israel  | Marta García · Espanha        |
| Toruń 2015 (detalhes) | Angelina Kučvaļska · Letônia | Kailani Craine · Austrália    | Daša Grm · Eslovênia          |
| Toruń 2016 (detalhes) | Angelina Kučvaļska · Letônia | Anastasia Galustyan · Armênia | Amy Lin · Taipé Chinesa       |
| Toruń 2017 (detalhes) | Laurine Lecavelier · França  | Maé-Bérénice Méité · França   | Anastasia Galustyan · Armênia |

#### Duplas
| Evento                | Ouro                                                | Prata                                                | Bronze                                                  |
| Toruń 2011 (detalhes) | Mary Beth Marley · Rockne Brubaker · Estados Unidos | Alexandra Malakhova · Leri Kenchadze · Bulgária      | nenhum outro competidor                                 |
| Toruń 2012 (detalhes) | Tatiana Novik · Andrei Novoselov · Rússia           | Danielle Montalbano · Evgeni Krasnopolski · Israel   | Alexandra Herbríková · Rudy Halmaert · República Tcheca |
| Toruń 2013 (detalhes) | Elizaveta Makarova · Leri Kenchadze · Bulgária      | Maria Paliakova · Nikita Bochkov · Bielorrússia      | Marcelina Lech · Jakub Tyc · Polônia                    |
| Toruń 2014 (detalhes) | Giulia Foresti · Luca Dematte · Itália              | Veronica Grigorieva · Aritz Maestu · Espanha         | nenhum outro competidor                                 |
| Toruń 2015 (detalhes) | Nicole Della Monica · Matteo Guarise · Itália       | Tatiana Danilova · Mikalai Kamianchuk · Bielorrússia | Minerva-Fabienne Hase · Nolan Seegert · Alemanha        |
| Toruń 2016 (detalhes) | Sumire Suto · Francis Boudreau-Audet · Japão        | Goda Butkutė · Nikita Ermolaev · Lituânia            | Lola Esbrat · Andrei Novoselov · França                 |
| Toruń 2017 (detalhes) | Sumire Suto · Francis Boudreau-Audet · Japão        | Kim Su-yeon · Kim Hyung-tae · Coreia do Sul          | Goda Butkutė · Nikita Ermolaev · Lituânia               |

#### Dança no gelo
| Evento                | Ouro                                             | Prata                                        | Bronze                                                   |
| Toruń 2012 (detalhes) | Penny Coomes · Nicholas Buckland · Reino Unido   | Siobhan Heekin-Canedy · Dmitri Dun · Ucrânia | Kira Geil · Tobias Eisenbauer · Áustria                  |
| Toruń 2013 (detalhes) | Siobhan Heekin-Canedy · Dmitri Dun · Ucrânia     | Cathy Reed · Chris Reed · Japão              | Danielle O'Brien · Gregory Merriman · Austrália          |
| Toruń 2014 (detalhes) | Ekaterina Pushkash · Jonathan Guerreiro · Rússia | Sara Hurtado · Adrià Díaz · Espanha          | Laurence Fournier Beaudry · Nikolaj Sørensen · Dinamarca |
| Toruń 2015 (detalhes) | Wang Shiyue · Liu Xinyu · China                  | Alisa Agafonova · Alper Uçar · Turquia       | Natalia Kaliszek · Maksym Spodyriev · Polônia            |
| Toruń 2016 (detalhes) | Natalia Kaliszek · Maksym Spodyriev · Polônia    | Kana Muramoto · Chris Reed · Japão           | Katharina Müller · Tim Dieck · Alemanha                  |
| Toruń 2017 (detalhes) | Natalia Kaliszek · Maksym Spodyriev · Polônia    | Sara Hurtado · Kirill Khalyavin · Espanha    | Kana Muramoto · Chris Reed · Japão                       |

### Júnior

#### Individual masculino júnior
| Evento                | Ouro                            | Prata                           | Bronze                       |
| Toruń 2007 (detalhes) | Dmitri Kagirov · Bielorrússia   | Mikhail Karaliuk · Bielorrússia | Michał Kaliszek · Polônia    |
| Toruń 2008 (detalhes) | Sebastian Iwasaki · Polônia     | Michał Kaliszek · Polônia       | Piotr Snopek · Polônia       |
| Toruń 2009 (detalhes) | Mikhail Karaliuk · Bielorrússia | Sebastian Lofek · Polônia       | nenhum outro competidor      |
| Toruń 2010 (detalhes) | Stanislav Pertsov · Ucrânia     | Julian Lagus · Finlândia        | Harry Mattick · Reino Unido  |
| Toruń 2011 (detalhes) | Denis Ten · Cazaquistão         | Sarkis Hayrapetyan · Armênia    | Slavik Hayrapetyan · Armênia |
| Toruń 2012 (detalhes) | Alexander Schopke · Alemanha    | Vincent Hey · Alemanha          | Christopher Huttl · Alemanha |
| Toruń 2013 (detalhes) | Tsao Chih-I · Taipé Chinesa     | Jamie Whiteman · Reino Unido    | Krzysztof Gała · Polônia     |
| Toruń 2014 (detalhes) | Daniel Samohin · Israel         | Victor Bustamante · Espanha     | Anton Karpuk · Bielorrússia  |
| Toruń 2015 (detalhes) | Krzysztof Gała · Polônia        | Larry Loupolover · Azerbaijão   | Illya Solomin · Suécia       |
| Toruń 2016 (detalhes) | Daniel Grassl · Itália          | Ilya Mironov · Rússia           | Micah Tang · Taipé Chinesa   |
| Toruń 2017 (detalhes) | Daniel Grassl · Itália          | Ilya Mironov · Rússia           | Julian Donica · França       |

#### Individual feminino júnior
| Evento                | Ouro                                | Prata                         | Bronze                             |
| Toruń 2007 (detalhes) | Beatričė Rožinskaitė · Lituânia     | Paulina Zembrzuska · Polônia  | Yuna Drabysheuskaya · Bielorrússia |
| Toruń 2008 (detalhes) | Sandra Matz · Polônia               | Maria Vaganova · Rússia       | Urszula Reszka · Polônia           |
| Toruń 2009 (detalhes) | Rimgailė Meškaitė · Lituânia        | Olga Szelc · Polônia          | Deana Adela Vicari · Polônia       |
| Toruń 2010 (detalhes) | Cecilia Torn · Finlândia            | Inga Janulevičiūtė · Lituânia | Ksenia Bakusheva · Bielorrússia    |
| Toruń 2011 (detalhes) | Jennifer Cucinella · Itália         | Victoria Manni · Itália       | Marta Grigoryan · Armênia          |
| Toruń 2012 (detalhes) | Victoria Hübler · Áustria           | Agata Kryger · Polônia        | Anne Zetsche · Alemanha            |
| Toruń 2013 (detalhes) | Nikol Gosviani · Rússia             | Agata Kryger · Polônia        | Netta Schreiber · Israel           |
| Toruń 2014 (detalhes) | Netta Schreiber · Israel            | Daria Batura · Bielorrússia   | Matilda Algotsson · Suécia         |
| Toruń 2015 (detalhes) | Elizabet Tursynbayeva · Cazaquistão | Matilda Algotsson · Suécia    | Kristen Spours · Reino Unido       |
| Toruń 2016 (detalhes) | Ekaterina Kurakova · Rússia         | Diāna Ņikitina · Letônia      | Anastasia Schneider · Suécia       |
| Toruń 2017 (detalhes) | Ekaterina Kurakova · Rússia         | Alizée Crozet · França        | Elodie Eudine · França             |

#### Duplas júnior
| Evento                | Ouro                                                 | Prata                                           | Bronze                                              |
| Toruń 2008 (detalhes) | Ekaterina Sheremetieva · Mikhail Kuznetsov · Rússia  | Irina Moiseeva · Vladimir Morozov · Rússia      | nenhum outro competidor                             |
| Toruń 2009 (detalhes) | Irina Moiseeva · Vladimir Morozov · Rússia           | Anastasia Ortikova · Stepan Dubrovskiy · Rússia | Natalia Kaliszek · Michał Kaliszek · Polônia        |
| Toruń 2010 (detalhes) | Karolin Salatzki · Nolan Seegert · Alemanha          | Natalia Kaliszek · Michał Kaliszek · Polônia    | Magdalena Jaskółka · Piotr Snopek · Polônia         |
| Toruń 2011 (detalhes) | Michele Lundberg · Richard Lundberg · Suécia         | Magdalena Jaskółka · Piotr Snopek · Polônia     | nenhum outro competidor                             |
| Toruń 2012 (detalhes) | Valeria Grechukhina · Andrei Filonov · Rússia        | Maria Deryabina · Vladimir Arkhipov · Rússia    | Aleksandra Malinkiewicz · Sebastian Lofek · Polônia |
| Toruń 2013 (detalhes) | Kamilla Gainetdinova · Ivan Bich · Rússia            | Giulia Foresti · Leo Luca Sforza · Itália       | Elizaveta Usmantseva · Sergei Kulbach · Ucrânia     |
| Toruń 2014 (detalhes) | Ekaterina Pribylova · Jegors Admiralovs · Letônia    | nenhum outro competidor                         | nenhum outro competidor                             |
| Toruń 2015 (detalhes) | Caitlin Fields · Ernie Utah Stevens · Estados Unidos | Irma Caldara · Edoardo Caputo · Itália          | nenhum outro competidor                             |
| Toruń 2016 (detalhes) | Ekaterina Khokhlova · Abish Baitkanov · Cazaquistão  | Harriet Beatson · Jack Newberry · Reino Unido   | Jessica Rotondo · Ryan Dodds · Austrália            |
| Toruń 2017 (detalhes) | Riku Miura · Shoya Ichihashi · Japão                 | Dorota Broda · Pedro Betegon · Espanha          | nenhum outro competidor                             |

#### Dança no gelo júnior
| Evento                | Ouro                                                 | Prata                                                    | Bronze                                       |
| Toruń 2012 (detalhes) | Olivia Smart · Joseph Buckland · Reino Unido         | Ekaterina Bugrov · Vasili Rogov · Israel                 | Irina Sayko · Konstantin Yakovlev · Ucrânia  |
| Toruń 2013 (detalhes) | Lolita Yermak · Oleksiy Khimich · Ucrânia            | Anastasia Chiriyatyeva · Serhiy Shevchenko · Ucrânia     | Anna Bolshem · Ronald Zilberberg · Israel    |
| Toruń 2014 (detalhes) | Valeria Haistruk · Oleksiy Oliynyk · Ucrânia         | Natalia Kaliszek · Yaroslav Kurbakov · Polônia           | Anastasia Khromova · Yury Karesey · Rússia   |
| Toruń 2015 (detalhes) | Lorraine McNamara · Quinn Carpenter · Estados Unidos | Rachel Parsons · Michael Parsons · Estados Unidos        | Eva Khachaturian · Andrei Bagin · Rússia     |
| Toruń 2016 (detalhes) | Adelina Galyavieva · Laurent Abecassis · França      | Maria Oleynik · Yuri Hulitski · Bielorrússia             | Rikako Fukase · Aru Tateno · Japão           |
| Toruń 2017 (detalhes) | Elizaveta Khudaiberdieva · Nikita Nazarov · Rússia   | Emilia Kalehanava · Uladzislau Palkhouski · Bielorrússia | Maria Golubtsova · Kirill Belobrov · Ucrânia |

### Noviço avançado

#### Individual masculino noviço avançado
| Evento                | Ouro                           | Prata                            | Bronze                         |
| Toruń 2008 (detalhes) | Mateusz Kowalczyk · Polônia    | Maciej Litwin · Polônia          | nenhum outro competidor        |
| Toruń 2009 (detalhes) | Artūras Ganzela · Lituânia     | Deividas Kizala · Lituânia       | Ilya Yukhimuk · Bielorrússia   |
| Toruń 2010 (detalhes) | Oleksandr Kucher · Ucrânia     | Alexander Petrov · Rússia        | Connor Wilkinson · Reino Unido |
| Toruń 2011 (detalhes) | Alexander Petrov · Rússia      | Edvinas Jakonis · Lituânia       | Deividas Kizala · Lituânia     |
| Toruń 2012 (detalhes) | Kamil Peteja · Polônia         | Artem Tsoglin · Israel           | Daniil Rymsha · Bielorrússia   |
| Toruń 2013 (detalhes) | Kamil Peteja · Polônia         | Artsiom Kazuchits · Bielorrússia | Jakub Rudolf · Polônia         |
| Toruń 2014 (detalhes) | Yauheni Puzanau · Bielorrússia | Piotr Wiśniewski · Polônia       | Michał Doliński · Polônia      |
| Toruń 2015 (detalhes) | Daniel Grassl · Itália         | Yauheni Puzanau · Bielorrússia   | Jakub Kukowski · Polônia       |
| Toruń 2016 (detalhes) | Gabriel Folkesson · Suécia     | Natran Tzagai · Suécia           | Piotr Wiśniewski · Polônia     |
| Toruń 2017 (detalhes) | Piotr Wiśniewski · Polônia     | François Pitot · França          | Jakub Lofek · Polônia          |

#### Individual feminino noviço avançado
| Evento                | Ouro                          | Prata                         | Bronze                               |
| Toruń 2008 (detalhes) | Olga Szelc · Polônia          | Mareike Alexander · Alemanha  | Sarah Frenzel · Alemanha             |
| Toruń 2009 (detalhes) | Rebeka Kim · Coreia do Sul    | Elžbieta Kropa · Lituânia     | Goda Butkutė · Lituânia              |
| Toruń 2010 (detalhes) | Rebeka Kim · Coreia do Sul    | Agata Kryger · Polônia        | Maria Bakusheva · Bielorrússia       |
| Toruń 2011 (detalhes) | Agata Kryger · Polônia        | Tina Helleken · Alemanha      | Deimantė Kizalaitė · Lituânia        |
| Toruń 2012 (detalhes) | Chiara Thiele · Alemanha      | Lea Hauer · Alemanha          | Tina Helleken · Alemanha             |
| Toruń 2013 (detalhes) | Kim Cheremsky · Israel        | Summer Williams · Reino Unido | Anastasiya Bazhankova · Bielorrússia |
| Toruń 2014 (detalhes) | Alina Bibelnik · Bielorrússia | Agnieszka Rejment · Polônia   | Cassandra Johansson · Suécia         |
| Toruń 2015 (detalhes) | Anastasia Schneider · Suécia  | Alessia Hagg · Suécia         | Francesca Capomolla · Itália         |
| Toruń 2016 (detalhes) | Aleksandra Astafeva · Rússia  | Selma Ihr · Suécia            | Lizaveta Khlypauka · Bielorrússia    |
| Toruń 2017 (detalhes) | Selma Ihr · Suécia            | Océane Piegad · França        | Julia Brovall · Suécia               |

#### Duplas noviço avançado
| Evento                | Ouro                                         | Prata                                     | Bronze                        |
| Toruń 2008 (detalhes) | Natalia Kaliszek · Michał Kaliszek · Polônia | Maria Deryabina · Mikhail Akulov · Rússia | nenhum outro competidor       |
| 2009                  | Não houve a disputa de duplas                | Não houve a disputa de duplas             | Não houve a disputa de duplas |
| Toruń 2010 (detalhes) | Jessica Golz · Christopher Golz · Alemanha   | nenhum outro competidor                   | nenhum outro competidor       |
| Toruń 2011 (detalhes) | Sonia Manfredi · Niccolo Macii · Itália      | nenhum outro competidor                   | nenhum outro competidor       |
| 2012–2017             | Não houve a disputa de duplas                | Não houve a disputa de duplas             | Não houve a disputa de duplas |

#### Dança no gelo noviço avançado
| Evento                | Ouro                                       | Prata                                              | Bronze                                                 |
| Toruń 2015 (detalhes) | Jogailė Žilionytė · Luca Morini · Lituânia | Aleksandra Korotkova · Danil Utkin · Rússia        | Daria Mitrakova · Ilya Drantusau · Bielorrússia        |
| Toruń 2016 (detalhes) | Julia Gajek · Dawid Kłodziński · Polônia   | Karina Sidarenka · Maksim Elenich · Bielorrússia   | Karolína Karlíková · Filip Taschler · República Tcheca |
| Toruń 2017 (detalhes) | Utana Yoshida · Takumi Sugiyama · Japão    | Mariia Nosovytska · Mykhailo Nosovytskyi · Ucrânia | Julia Gajek · Dawid Kłodziński · Polônia               |